# Homogeengloeien
Homogeengloeien is gloeien van een metaal om het meer homogeen te maken.
Als een metaal pas gegoten is, dan is het helemaal niet homogeen. Inderdaad, als de smelt in de matrijs gegoten wordt, ondergaat het in eerste fase een snelle stolling door contact met de koude matrijs en de koude lucht. Daardoor ontstaan fijne kristallen. In een tweede fase stolt het materiaal van buiten naar binnen. Daarbij bestaat dus een gradiënt van de temperatuur van binnen naar buiten. Daardoor ontstaan lange, naaldvormige kristallen gericht van binnen naar buiten. In een derde en laatste fase stolt dan het binnenste. Doordat het omgevende materiaal en ook de lucht erboven al opgewarmd is, treedt een trage stolling op met opnieuw fijne kristallen. Om de aldus ontstane inhomogeniteit weg te werken vindt homogeengloeien toepassing.